# Волиця (Меховський повіт)
Волиця (пол. Wolica) — село в Польщі, у гміні Козлув Меховського повіту Малопольського воєводства.
Населення — 276 осіб (2011).
У 1975-1998 роках село належало до Келецького воєводства.

## Демографія
Демографічна структура станом на 31 березня 2011 року:
|          | Загалом | Допрацездатний вік | Працездатний вік | Постпрацездатний вік |
| -------- | ------- | ------------------ | ---------------- | -------------------- |
| Чоловіки | 134     | 30                 | 85               | 19                   |
| Жінки    | 142     | 21                 | 85               | 36                   |
| Разом    | 276     | 51                 | 170              | 55                   |